# Cephalorhynchus
Cephalorhynchus er en slægt af delfiner. Slægten består af fire arter, hvoraf den ene, Hectors delfin, er verdens mindste delfin. Delfinerne i denne slægt er generelt små.

## Arter
- Cephalorhynchus commersonii (Commersons delfin)
- Cephalorhynchus eutropia (Sort delfin)
- Cephalorhynchus heavisidii (Sydafrikansk delfin)
- Cephalorhynchus hectori (Hectors delfin)

Sydlig hvidskæving, der hidtil har været placeret i slægten Lagenorhynchus, bør ifølge molekylærgenetiske undersøgelser muligvis flyttes til denne slægt eller grupperes sammen med stillehavshvidskæving, mørk hvidskæving og korshvidskæving i en ny slægt, Sagmatias..